# Morinosaurus
Genre
Espèce
Morinosaurus (signifiant « lézard des Morins ») est un genre de dinosaures sauropodes du Jurassique supérieur retrouvé dans une formation géologique de Boulogne-sur-Mer, Département du Pas-de-Calais, France.  L'espèce-type, Morinosaurus typus, a été décrite par Henri Émile Sauvage en 1874. Elle est basée sur une dent qui est parfois associée au Pelorosaurus,.
Selon Paul Upchurch et al., le genre est nomen dubium.

## Histoire
Le paléontologue français Henri Émile Sauvage a basé le genre, qu'il a rapproché de l'Hypselosaurus, sur une dent qui serait aujourd'hui perdue.